# Дятлов, Николай Алексеевич
Николай Алексеевич Дятлов (19 ноября (2 декабря) 1901 — 1978) — деятель охраны правопорядка, заместитель министра внутренних дел УССР, комиссар милиции 2-го ранга (1946).

## Биография
Родился 19 ноября (2 декабря) 1901 года в селе Карабчееве Парфентьевской волости Коломенского уезда в семье слесаря Алексея Миняева Дятлова и его жены Параскевы Матвеевой, крещён в день рождения. В октябре 1915 — мае 1917 года — ученик слесаря, слесарь машиностроительного завода города Коломны Московской губернии. В мае 1917 — августе 1918 года — чернорабочий машиностроительного завода города Коломны Московской губернии.
В августе 1918 — марте 1920 года — милиционер отделения железнодорожной милиции станции Голутвин Московско-Казанской железной дороги.
В марте 1920 — декабре 1922 года — в Красной армии: красноармеец, курсант, казначей, квартирмейстер, старший писарь 1-го Московского полка 54-й дивизии, 451-го полка 60-й и 34-й стрелковых дивизий Южного и Юго-Западного фронтов.
В феврале 1923 — октябре 1924 года — старший милиционер в городе Коломне Московской губернии.
В октябре 1924 — августе 1929 года — агент уголовного розыска в Киеве, инспектор Киевской городской милиции.
Член РКП(б) с февраля 1925 года.
В августе 1929 — феврале 1932 года — начальник уголовного розыска Киевской городской милиции. Одновременно, с 1929 по 1931 год учился в Киевской вечернее советской партийной школе.
В феврале 1932 — сентябре 1935 года — начальник особого инспекции Управления рабоче-крестьянской милиции Киевского областного отдела ГПУ-УНКВД.
В сентябре 1935 — августе 1937 года — начальник особого инспекции Главного управления рабоче-крестьянской милиции НКВД Украинской ССР.
В августе 1937 — марте 1941 года — начальник Управления рабоче-крестьянской милиции и заместитель начальника Управления НКВД Днепропетровской области по милиции.
В 1939 году окончил 10 классов вечерней средней школы рабочей молодежи в городе Днепропетровске. Окончил также два курса института марксизма-ленинизма.
28 марта — июня 1941 — начальник Управления НКВД по Днепропетровской области.
В июне — июле 1941 года — начальник Управления НКВД по Львовской области.
В июне 1941 — августе 1942 года — начальник оперативной группы милиции НКВД Украинской ССР в поселке Меловое Ворошиловградской области. В сентябре — декабре 1942 года — в резерве Главного управления милиции НКВД СССР в Москве. В январе — августе 1943 года — начальник оперативной группы НКВД Украинской ССР в поселке Меловое и селе Курачивци Ворошиловградской области.
С 21 октября 1943 по 6 апреля 1948 — заместитель народного комиссара — министра внутренних дел Украинской ССР по милиции, 21 октября 1947 командовал операцией «Запад» по выселению населения Западной Украины подозреваемого в сотрудничестве с «националистическому подполью» и сочувствии к ним вглубь территории СССР (преимущественно в Сибирь и Казахстан). С 6 апреля 1948 по 28 сентября 1950 — заместитель министра внутренних дел Украинской ССР. С 28 сентября 1950 по 1951 год — заместитель министра внутренних дел Украинской ССР. С 1951 по 22 мая 1952 года — начальник отдела исправительно-трудовых лагерей и колоний — заместитель министра внутренних дел Украинской ССР.
С 22 мая 1952 по 6 января 1953 — заместитель министра внутренних дел Украинской ССР. С 6 января по 28 марта 1953 года — начальник Управления службы МПВО (местная противовоздушная оборона) — заместитель министра внутренних дел Украинской ССР. С 28 марта 1953 по 13 сентября 1954 — начальник Управления милиции — заместитель министра внутренних дел Украинской ССР.
13 сентября 1954 освобожден «в связи с болезнью». С сентября 1954 года — на пенсии в городе Киеве. Умер в мае 1978 года.

## Звания
- капитан милиции (8.08.1936)
- майор милиции (22.01.1942)
- полковник милиции (4.03.1943)
- комиссар милиции 3-го ранга (2.01.1944)
- комиссар милиции 2-го ранга (12.01.1946)

## Награды
- орден Ленина (21.02.1945)
- три ордена Красного Знамени (20.09.1943, 15.01.1945, 30.01.1951)
- орден Богдана Хмельницкого 2-й степени (21.10.1944)
- два ордена Отечественной войны 1-й степени (10.04.1945, 29.10.1948)
- орден Красной Звезды (13.11.1937)
- орден «Знак Почета» (23.01.1948)
- медали, в том числе «За оборону Сталинграда», «Партизану Отечественной войны»
- знак «Почетный работник РСМ (XV)» (1937?)
- знак «Заслуженный работник НКВД» (18.02.1946)